# The Simpsons (sæson 6)
Den sjette sæson af tv-serien The Simpsons blev første gang sendt i 1994 og 1995.

## Afsnit

### Bart of Darkness
Det er sommer og meget varmt. Da Simpsons køber et badebassin, vil alle børnene i kvarteret gerne bade i det, og Bart og Lisa bliver populære i den anledning. Men da Bart falder og brækker benet, synes han ikke, det er så sjovt mere. Lisa føler en smule medlidenhed med Bart, så hun køber et teleskop til ham. Derefter vil Bart ikke komme ud af sit værelse, og da Lisa får lov til at komme ind, må hun ikke tænde lyset. Bart ser i teleskopet Ned Flanders med en økse, mens han siger: "Åh nej, jeg har slået hende ihjel!".

### Lisa's Rival
Tekst mangler, hjælp os med at skrive teksten

### Bart's Comet
Bart laver en særlig slem narrestreg overfor Skinner, og dømmes til at hjælpe videnskaben ved at assistere ham i hans søgen efter et himmellegeme, som skal opkaldes efter ham selv. Dog bliver Bart den heldige finder af en ny komet, hvilket ikke gør situationen bedre. Og hvad endnu værre er at den store komet har kollisionskurs med Jorden. Springfield frygter dog ikke, for det er der jo råd for, eller hvad?